# 苊醌
苊醌（又名萘并乙二酮、萘嵌戊二酮、二氧化苊），一种芳香族化合物，一般为黄色结晶，熔点260～261℃，可溶于酒精。工业上一般须以苊为原料生产苊醌。